# サルヴァトーレ・アロニカ
サルヴァトーレ・アロニカ（Salvatore Aronica ,1978年1月20日- ）は、イタリア・パレルモ出身のサッカー選手。ポジションはDF。

## 経歴
1996年よりユヴェントスに所属したが、出場機会を得られず、FCクロトーネへ移籍。メッシーナではセリエA昇格を経験した。2006年にレッジーナへ移籍し、守備陣を支える。2008年、SSCナポリへ移籍。

## 所属クラブ
- ASチッタ・ディ・バゲリーア 1994-1996
- ユヴェントスFC 1996-1998

→ レッジーナ・カルチョ (loan) 1998
→ FCクロトーネ (loan) 1998-1999
- FCクロトーネ 1999-2002

→ アスコリ・カルチョ (loan) 2002-2003
- FCメッシーナ 2003-2006
- レッジーナ・カルチョ 2006-2008
- SSCナポリ 2008-2012
- USチッタ・ディ・パレルモ 2013-2014
- レッジーナ・カルチョ 2015